# Chi Ràng ràng
Ormosia là một chi thực vật có hoa trong họ Đậu.